# IC 4386
IC 4386 ist eine Balken-Spiralgalaxie vom Hubble-Typ SBd im Sternbild Zentaur am Südsternhimmel, welche etwa 78 Millionen Lichtjahre von der Milchstraße entfernt ist.
Das Objekt wurde am 14. Mai 1904 von Royal Harwood Frost entdeckt.